# Mary Soames
Mary Soames, Baronesa Soames, LG DBE FRSL (nascida Mary Spencer-Churchill; 15 de setembro de 1922 - 31 de maio de 2014) era a filha mais nova de Winston Churchill e sua esposa, Clementine. Ela era a esposa de Christopher Soames, Barão Soames.

## Família
Mary casou com o conservador político Christopher Soames (mais tarde criado Barão Soames) em 1947 e tiveram cinco filhos:
- Arthur Nicholas Soames Winston (conhecido como Nicholas; 12 de fevereiro de 1948) membro conservador do parlamento e ex-secretário de Sombra de Estado da Defesa
- Emma Mary Soames (6 de setembro de 1949.) editor da revista Saga
- Jeremy Bernard Soames (25 de maio de 1952)
- Charlotte Clementine Soames casou com o William Peel, 3.º Conde Peel, Lorde Chamberlain
- Rupert Christopher Soames (18 de maio de 1959) [2]

Tinha havido rumores de um outro filho de um relacionamento depois da guerra, mas isso não foi confirmado.

## Títulos de nascimento
Uma lista dos títulos de Mary Soames realizadas em ordem cronológica de nascimento:
- 15 de setembro de 1922 - 1945: Senhorita Mary Spencer-Churchill
- 1945 - 11 de fevereiro 1947: Senhorita Mary Spencer-Churchill, MBE
- 11 de fevereiro de 1947 - Maio de 1965: Sra. Christopher Soames, MBE
- Maio de 1965 - 1972: A Honorável Sra. Soames, MBE
- 1972 - 19 de abril de 1978: A Honorável a Baronesa Soames, MBE
- 19 de abril de 1978 - 14 de junho de 1980: A Muito Honorável a Baronesa Soames, MBE
- 14 de junho de 1980 - 23 de abril de 2005: A Muito Honorável a Baronesa Soames, DBE
- 23 de abril de 2005 - 31 de maio de 2014: A Muito Honorável a Baronesa Soames, LG, DBE